# ألفريدو بونانو
ألفريدو مارية بونانو (بالإيطالية: Alfredo Maria Bonanno) هو فيلسوف وكاتب إيطالي، ولد في 4 مارس 1937 في قطانية في إيطاليا.

## وصلات خارجية
- ألفريدو بونانو على موقع ديسكوغز (الإنجليزية)